# Robert J. Corbett
Robert James Corbett, född 25 augusti 1905 i Pennsylvania, död 25 april 1971 i Pittsburgh, Pennsylvania, var en amerikansk republikansk politiker och ledamot av USA:s representanthus 1939-1941 och på nytt från 1945 fram till sin död. Han studerade vid Allegheny College och University of Pittsburgh och arbetade sedan som lärare. Han besegrade sittande kongressledamoten Peter J. De Muth i kongressvalet 1938. Två år senare kandiderade han till omval men förlorade mot demokraten Thomas E. Scanlon. Han var sedan medarbetare åt senator James J. Davis. I kongressvalet 1944 valdes han på nytt till representanthuset, och omvaldes 1946, 1948, 1950, 1952, 1954, 1956, 1958, 1960, 1962, 1964, 1966, 1968 och 1970. Efter sin död efterträddes han som kongressledamot av John Heinz. 
Corbett var presbyterian. Hans grav finns på Union Dale Cemetery i Pittsburgh.